# 松原湖
松原湖（日语：／）是位于日本长野县南佐久郡小海町的湖泊，包括猪名湖、长湖和大月湖。“松原湖”一词一般指上述三湖中最大的猪名湖。

## 成因
公元888年，八岳连峰中的天狗岳火山发生蒸汽喷发，泥流堵塞了流经丘陵区低洼处的大月川，在后者泛滥下形成的天然湖泊便是松原湖。也有观点认为大月川的堵塞是由火山地震引起。猪名湖、长湖、大月湖与附近的臼儿池、鹑取池、桷木池和 Oshideno-umi共同组成包含7座湖沼的松原湖沼群。湖沼群中面积最大的是猪名湖，由于湖泊形状像野猪而得名。

## 观光
湖泊四周环绕着步行道，还有租船处和几间民宿。10月下旬至11月上旬可以欣赏红叶，也可看到天狗岳和稻子岳。

夏季可在此垂钓高身鲫，冬季则是西太公鱼。湖泊水深较浅，最大深度只有7.7米，湖面有时会在冬季结冰，发生与诹访湖相同的“御神渡”现象。该地现在降雪较少，湖泊虽曾作为天然滑冰练习场使用，然而人们现在更常去的是附近的室外人工滑冰场。附近高地上有小海町高原美术馆，足汤，以及作为小海观光公社松原湖温泉设施的“八峰汤”（八峰の湯）。湖泊周边亦有不少别墅。

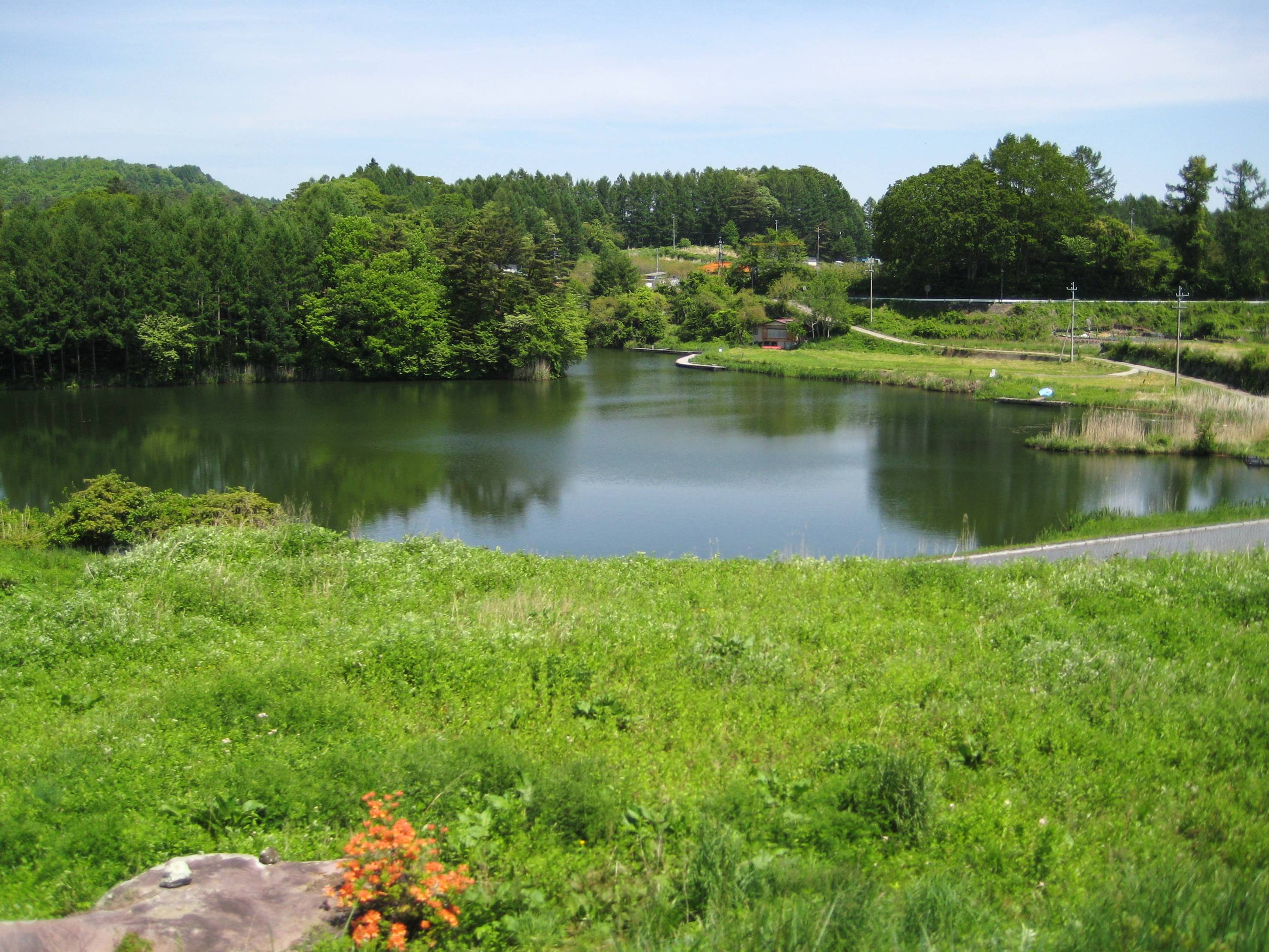
長湖
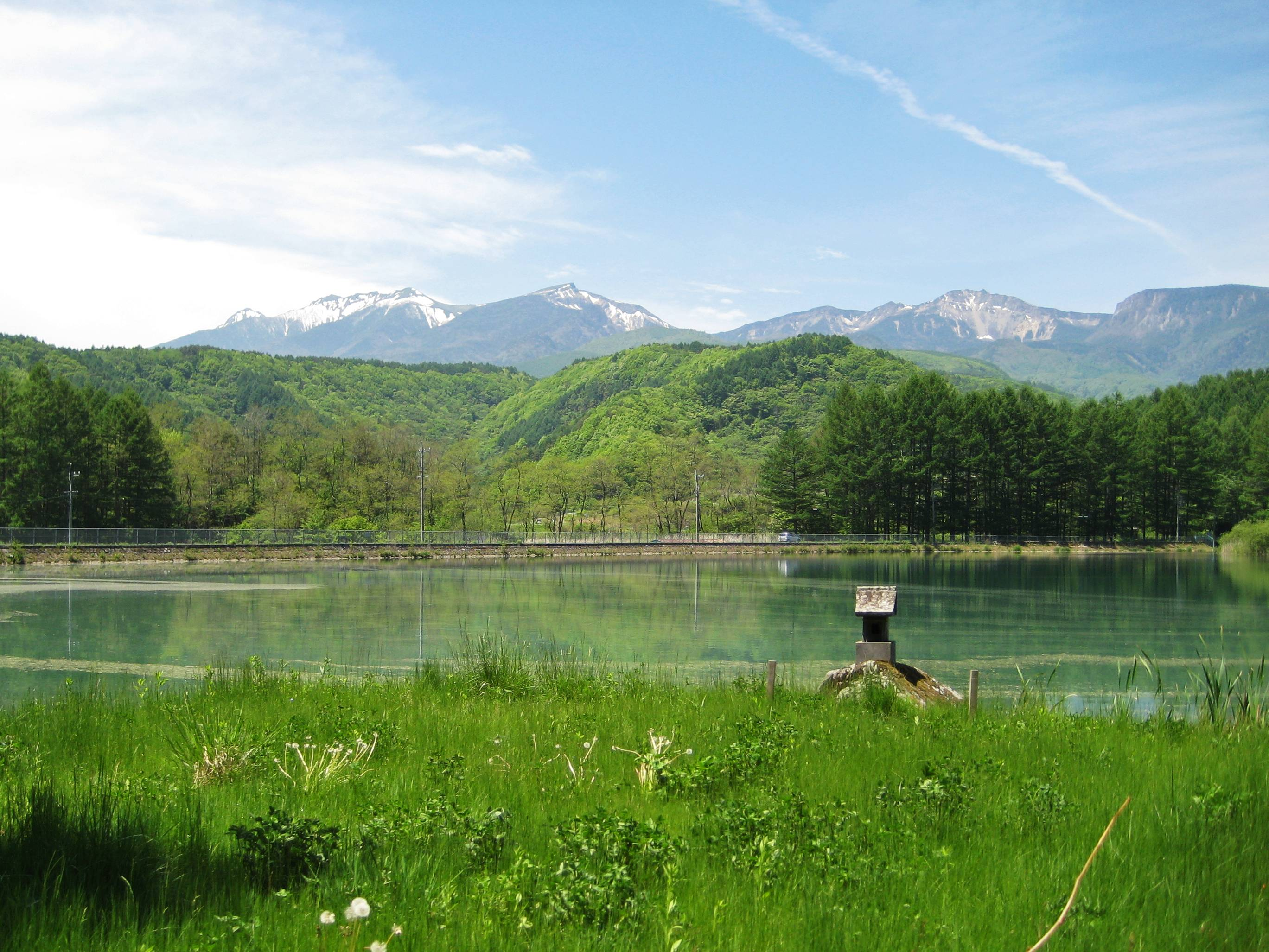
大月湖

## 文物
湖畔的松原诹方（或作“访”）神社中有日本国家重要文物“野曝之钟”（野ざらしの鐘），传说是武田信玄在进攻信浓时从落合新善光寺抢到的。湖畔边建有该神社的辩天宫等设施。

## 水力发电
包括松原湖在内的大月川水利权归日本中部电力所有，后者在这一地区设有2座水电站。其中，松原发电所利用大月湖与猪名湖的海拔高度差，在水流从大月湖流向猪名湖时发电，功率最高450千瓦。水流之后将从猪名湖流至八那池第一发电所，该电站利用猪名湖与千曲川间100米的高度差发电，功率最高750千瓦。八那池第一发电所从1914年开始运作，至今发电仍在继续。1991年，该电站老化的水车发电机全部更新完毕，这些旧水车发电机已工作70余年，贡献了1亿零5000千瓦时的电能。它们随后赠送给小海町，作为文化遗产在猪名湖畔展示。八那池第一发电所会放水进千曲川，位于下流的八那池取水坝从中再次取水。后者是东京电力的取水堰，负责向该公司的一座水电站（土村第一发电所）送水。

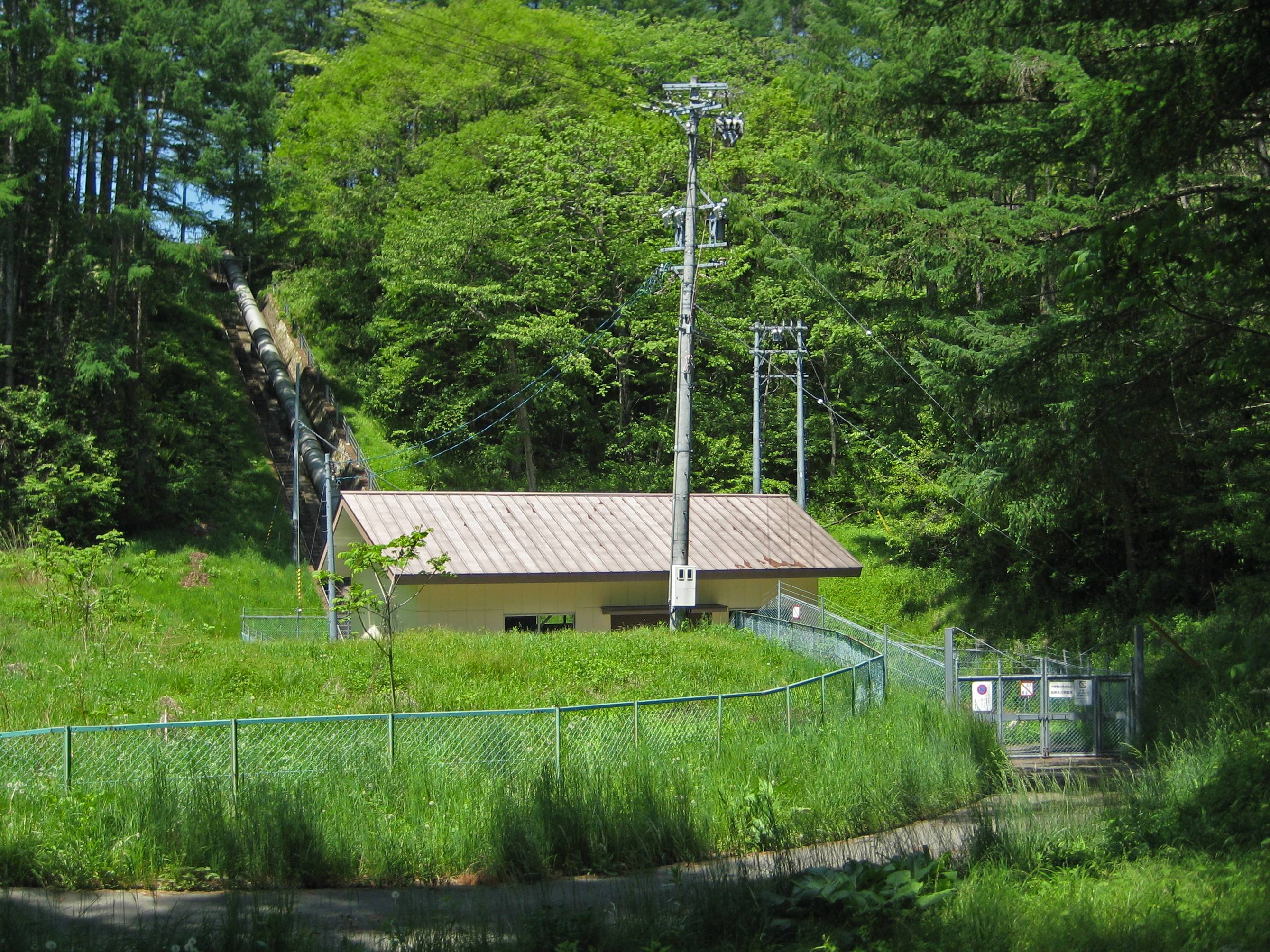
松原发電所
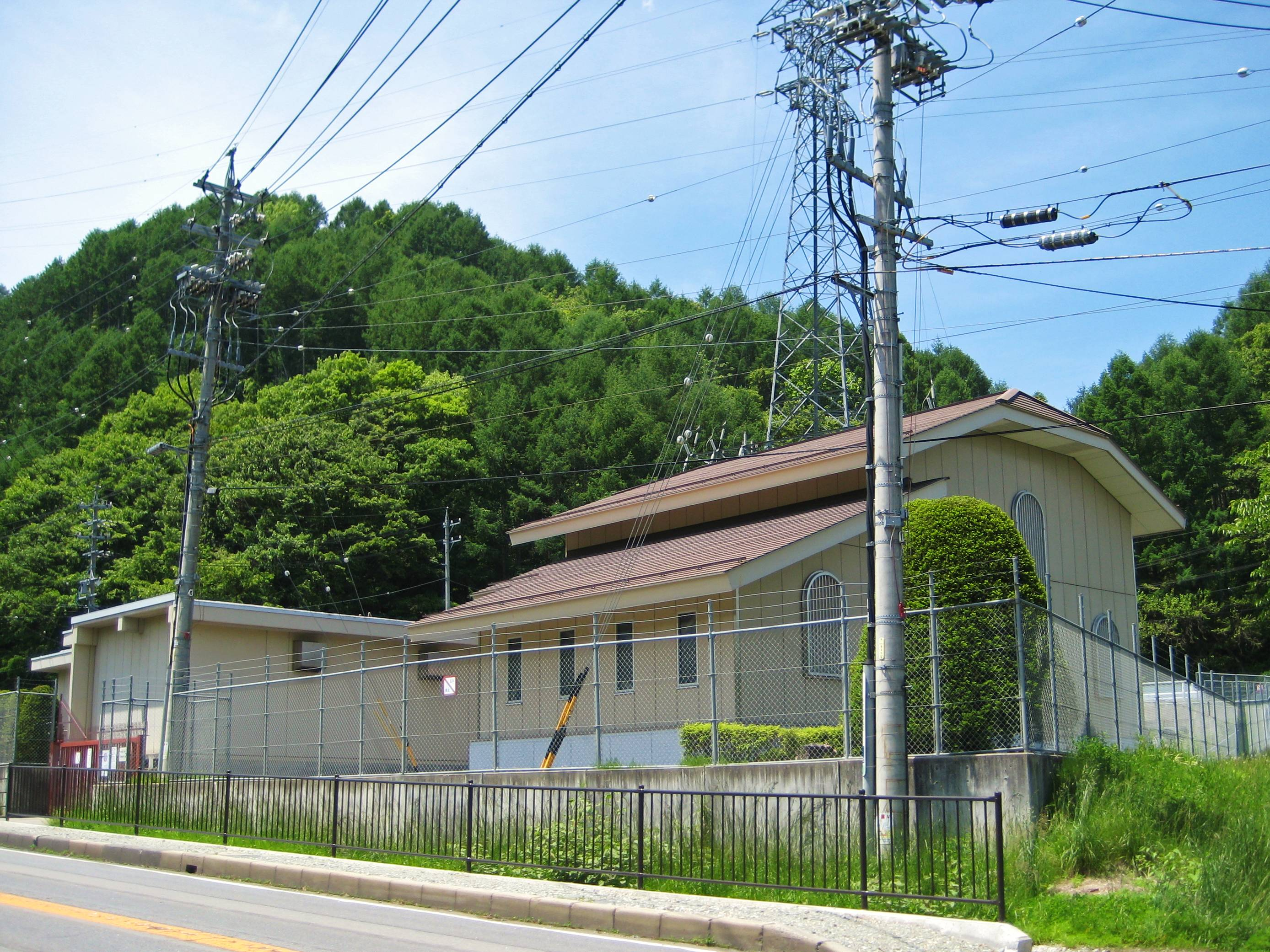
八那池第一发電所
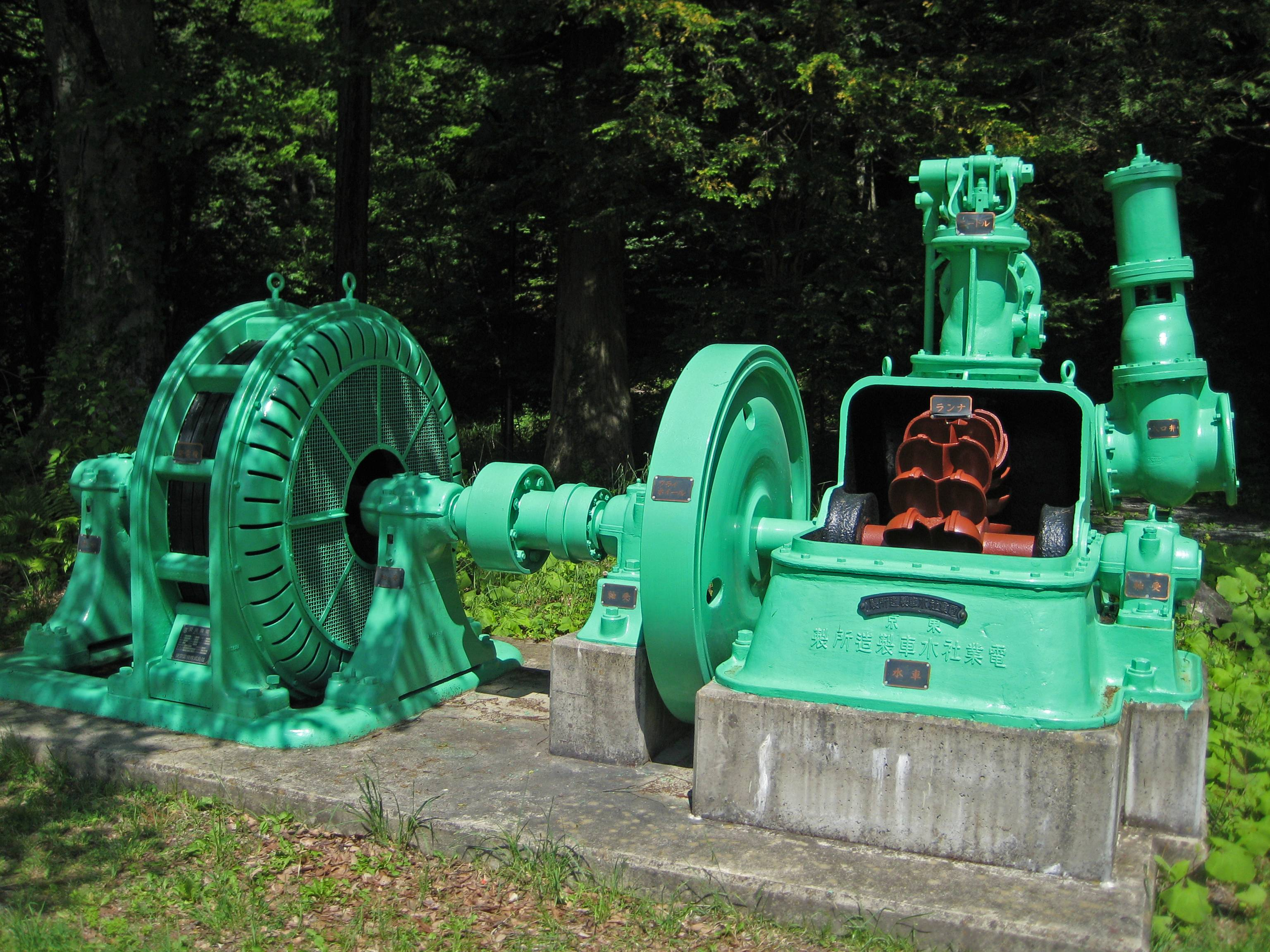
八那池第一发電所的旧水車发電機（猪名湖畔）
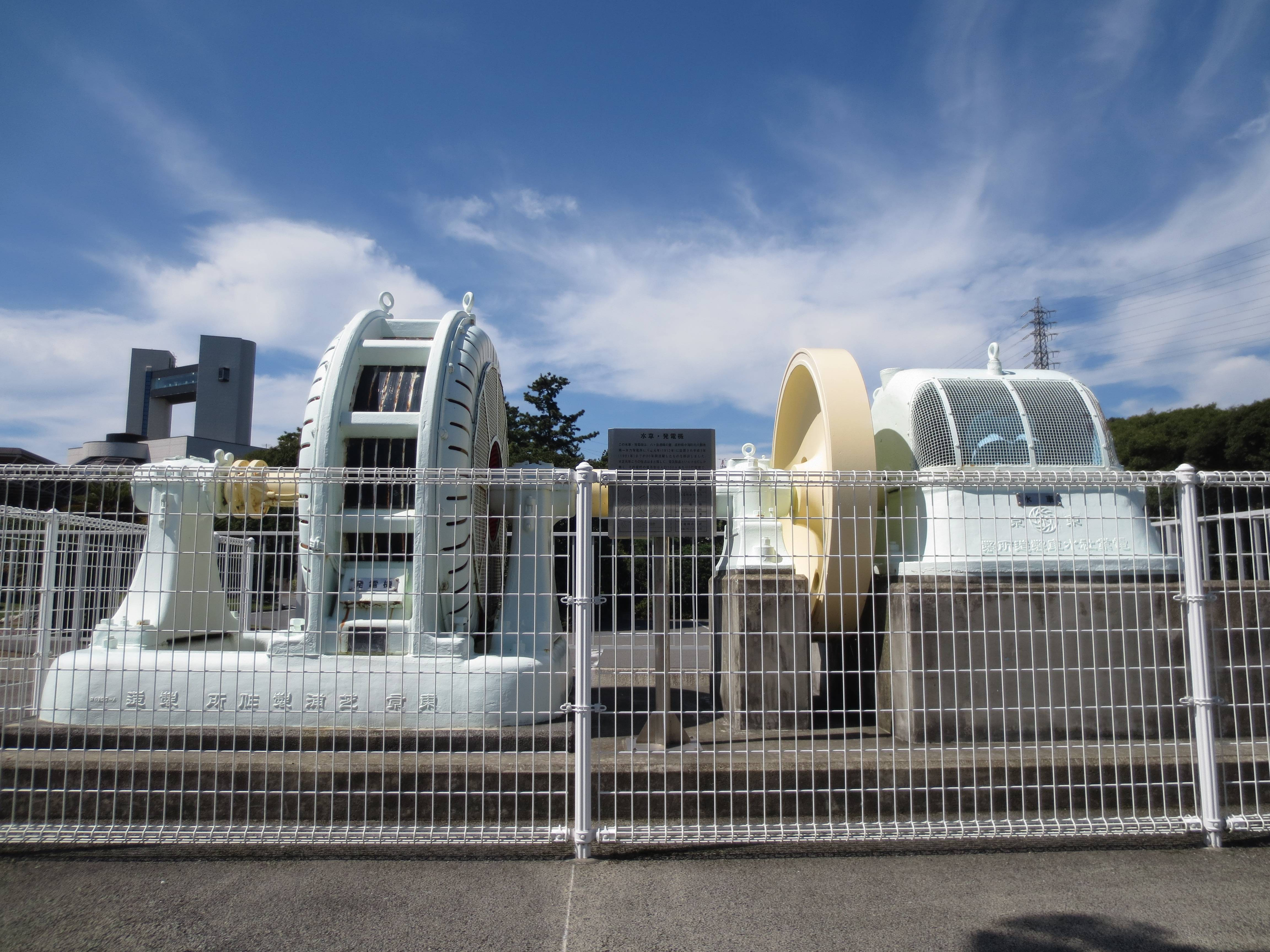
八那池第一发電所的旧水車发電機（静岡县御前崎市滨岡原子力館）

## 交通
- 在小海線小海站乘小海町营巴士，约20分钟可到。[29]